# Championnat du pays de Galles de football de deuxième division 2019-2020
Cet article traite principalement de la saison 2019-2020 des deux championnats du pays de Galles de football de deuxième division, la  Cymru North (regroupe des équipes de Galles du Nord et de Galles centrales) et la Cymru South (regroupe des équipes de Galles du Sud et de Galles de l'Ouest).

## Localisation des clubs
| Bangor Buckley Colwyn Bay Conwy Corwen Flint Gresford Guilsfield Llandudno Llanfair Llangefni Llanrhaeadr Penrhyncoch Porthmadog Prestatyn Rhyl Ruthin Afan Ammanford Briton Ferry Caerau Cambrian Cwmamman Cwmbran Goytre Haverfordwest Llanelli Llantwit Major Pontypridd STM Swansea Taff's Well Undy |

| Cymru South | Cymru North |

## Cymru North
Navigation
Cymru Alliance
2018-2019 Cymru North
2020-2021
La saison 2019-2020 est la première sous l'appellation « Cymru North » et la première fois sous l'appellation JD Cymru North. Deuxième niveau de la hiérarchie du football au pays de Galles après la Cymru Premier, oppose cette saison dix-sept clubs en une série de trente-deux rencontres jouées entre le 16 août 2019 et le 25 avril 2020.
Le 13 mars 2020, le championnat est suspendu en raison de la pandémie de coronavirus, avant d'être définitivement arrêté le 19 mai. Le classement est réalisé selon le quotient des points par match pour tenir compte des équipes ayant un match de retard. Le Prestatyn Town est déclaré champion de la Cymru North, les clubs relégués en Ardal Leagues (en) sont le Porthmadog FC, le Corwen FC (en) et le Llanfair United (en). Le Guilsfield FC (en) remporte le FAW Fair Play Award.

### Liste des clubs participants
Un total de dix-sept équipes participent au championnat, douze d'entre elles étant déjà présentes la saison précédente (en), auxquelles s'ajoutent trois promus de la troisième division et un relégué de la Welsh Premier League.
La Fédération de football de Galles accepte la demande de Colwyn Bay (en) de participer au championnat gallois, et le club intègre cette division. Le club a participé aux compétitions anglaises pendant 35 ans. Le 5 août 2019, le Bangor City FC est suspendue du championnat en attendant une audience d'arbitrage à la suite d'allégations selon lesquelles elle avait aligné plusieurs joueurs inéligibles la saison précédente,,. Le 16 août, Bangor City remporte son appel contre la FAW à Birmingham et le club réintègre le championnat.
| Club                   | Présent depuis | Classement 2018-2019 | Stade                       | Ville                   |
| ---------------------- | -------------- | -------------------- | --------------------------- | ----------------------- |
| Llandudno FC           | 2019           | 11e (WPL)            | Maesdu Park                 | Llandudno               |
| Flint Town United      | 1998           | 2e                   | Cae-y-Castell               | Flint                   |
| Porthmadog FC          | 2010           | 3e                   | Y Traeth                    | Porthmadog              |
| Bangor City            | 2018           | 4e                   | Nantporth                   | Bangor                  |
| Rhyl FC                | 2017           | 5e                   | Belle Vue                   | Rhyl                    |
| Guilsfield FC (en)     | 2001           | 6e                   | Guilsfield Community Centre | Guilsfield              |
| Ruthin Town (en)       | 2016           | 7e                   | Memorial Playing Fields     | Ruthin                  |
| Buckley Town           | 2018           | 8e                   | Globe Way                   | Buckley                 |
| Prestatyn Town         | 2018           | 9e                   | Bastion Road                | Prestatyn               |
| Gresford Athletic (en) | 2015           | 10e                  | Clappers Lane               | Gresford                |
| Conwy Borough          | 2018           | 11e                  | Y Morfa Stadium             | Conwy                   |
| Llanrhaeadr FC (en)    | 2018           | 12e                  | The Recreation Field        | Llanrhaeadr-ym-Mochnant |
| Penrhyncoch FC (en)    | 2016           | 13e                  | Cae Baker                   | Penrhyn-coch (en)       |
| Colwyn Bay FC (en)     | 2019           | 9e (NPL)             | Llanelian Road              | Colwyn Bay              |
| Llanfair United (en)   | 2019           | 1er (MWFL)           | Mount Field                 | Llanfair Caereinion     |
| Llangefni Town         | 2019           | 1er (WAL)            | Cae Bob Parry               | Llangefni               |
| Corwen FC (en)         | 2019           | 1er (WNL)            | War Memorial Ground         | Corwen                  |

### Compétition

#### Critères de départage
Le classement est calculé avec le barème de points suivant : une victoire vaut trois points, le match nul un. La défaite ne rapporte aucun point.
1. Nombre de points ;
2. Différence de buts générale ;
3. Buts marqués ;
4. Nombre de matchs gagnés ;

#### Classement général
Classement définitif de la saison 2019-2020. Celle-ci est arrêtée avant la fin de la saison en raison de la pandémie de Covid-19 au Royaume-Uni. Les points sont remplacés par le quotient des points par match pour tenir compte des matchs en moins. En cas d'égalité, la différence de but particulière est retenue si tous les matchs entre équipes concernées ont pu avoir lieu ; dans le cas inverse la différence de but générale prime.
| Rang | Équipe                 | Pts       | J       | G       | N       | P       | Bp      | Bc      | Diff    |
| ---- | ---------------------- | --------- | ------- | ------- | ------- | ------- | ------- | ------- | ------- |
| 1    | Prestatyn Town         | 65 (2,71) | 24      | 21      | 2       | 1       | 84      | 18      | +66     |
| 2    | Flint Town United      | 49 (2,23) | 22      | 15      | 4       | 3       | 59      | 22      | +37     |
| 3    | Guilsfield FC (en)     | 43 (2,05) | 21      | 13      | 4       | 4       | 44      | 26      | +18     |
| 4    | Colwyn Bay FC (en)     | 47 (1,96) | 24      | 14      | 5       | 5       | 44      | 30      | +14     |
| 5    | Bangor City            | 37 (1,68) | 22      | 10      | 7       | 5       | 27      | 25      | +2      |
| 6    | Conwy Borough          | 33 (1,43) | 23      | 9       | 6       | 8       | 43      | 44      | -1      |
| 7    | Llanrhaeadr FC (en)    | 30 (1,43) | 21      | 9       | 3       | 9       | 35      | 34      | +1      |
| 8    | Penrhyncoch FC (en)    | 32 (1,39) | 23      | 10      | 2       | 11      | 29      | 35      | -6      |
| 9    | Ruthin Town (en)       | 28 (1,22) | 28      | 7       | 7       | 9       | 29      | 34      | -5      |
| 10   | Buckley Town           | 24 (1,20) | 20      | 7       | 3       | 10      | 24      | 41      | -17     |
| 11   | Gresford Athletic (en) | 26 (1,18) | 22      | 7       | 5       | 10      | 34      | 34      | 0       |
| 12   | Llandudno FC R         | 22 (1,05) | 21      | 6       | 4       | 11      | 32      | 38      | -6      |
| 13   | Llangefni Town P       | 21 (0,88) | 24      | 5       | 6       | 13      | 22      | 47      | -25     |
| 14   | Porthmadog FC          | 18 (0,78) | 23      | 4       | 6       | 13      | 28      | 46      | -18     |
| 15   | Corwen FC (en) P       | 14 (0,64) | 22      | 3       | 5       | 14      | 26      | 51      | -25     |
| 16   | Llanfair United (en) P | 9 (0,43)  | 21      | 2       | 3       | 16      | 23      | 58      | -35     |
| 0    | Rhyl FC                | Dissout   | Dissout | Dissout | Dissout | Dissout | Dissout | Dissout | Dissout |

Promotions et relégations
- Promotion en première division
- Relégation en troisième division
- Disparition

Abréviations
- P : Promu de troisième division
- R : Relégué de première division

#### Matchs
| Résultats (▼dom., ►ext.)                                   | BAN  | BUC  | COL  | CON  | COR  | FTU  | GRE  | GUI  | LND  | LFU  | LGT  | LHR  | PRC  | POR  | PRE  | RHL  | RUT  |
| Bangor City                                                |      | 3-1  | 2-3  | 2-0  | Ann. | 1-1  | 1-1  | 0-2  | 2-3  | 1-0  | 3-1  | 3-2  | Ann. | 1-0  | Ann. | Ann. | 1-0  |
| Buckley Town                                               | Ann. |      | Ann. | Ann. | Ann. | 0-3  | 1-1  | Ann. | 2-1  | 2-1  | 0-3  | 2-4  | 1-0  | 3-2  | 0-5  | Ann. | Ann. |
| Colwyn Bay FC (en)                                         | 1-1  | Ann. |      | 4-4  | 2-0  | 0-1  | 3-1  | 4-1  | 2-0  | 4-2  | 0-0  | 1-1  | 2-1  | 1-2  | 1-2  | Ann. | 2-1  |
| Conwy Borough                                              | 0-0  | 2-3  | Ann. |      | 1-3  | 2-2  | Ann. | 1-2  | 3-3  | Ann. | 4-0  | Ann. | 3-0  | 2-2  | 0-7  | 2-1  | 1-1  |
| Corwen FC (en)                                             | 1-1  | 1-1  | 0-2  | Ann. |      | Ann. | 2-6  | Ann. | 2-2  | 3-0  | 1-2  | 1-2  | 1-3  | Ann. | 1-6  | Ann. | 0-2  |
| Flint Town United                                          | 1-0  | 3-0  | 1-2  | 5-3  | 3-1  |      | Ann. | Ann. | Ann. | Ann. | 7-0  | Ann. | 3-1  | 3-1  | 2-3  | 1-2  | 7-0  |
| Gresford Athletic (en)                                     | Ann. | Ann. | Ann. | 1-2  | Ann. | 0-1  |      | 0-2  | Ann. | 2-0  | 2-2  | 1-1  | 2-1  | 7-1  | 0-3  | 1-3  | 1-0  |
| Guilsfield FC (en)                                         | Ann. | Ann. | Ann. | 4-2  | 3-3  | 1-3  | 1-0  |      | 3-2  | 6-1  | Ann. | 0-2  | 3-1  | 2-0  | 1-1  | 4-3  | 1-1  |
| Llandudno FC                                               | 0-2  | 0-1  | 2-3  | 0-1  | 3-1  | 0-0  | 1-4  | Ann. |      | 1-2  | Ann. | Ann. | 4-0  | 4-1  | 1-4  | 2-0  | 1-0  |
| Llanfair United (en)                                       | Ann. | Ann. | 2-3  | 1-3  | 2-2  | Ann. | 0-3  | 0-3  | 2-2  |      | Ann. | 2-3  | 0-1  | 1-3  | Ann. | 2-3  | 1-1  |
| Llangefni Town                                             | 0-1  | 2-2  | 1-1  | 1-2  | Ann. | 0-5  | 2-0  | 0-1  | 2-0  | 1-3  |      | 0-3  | Ann. | 1-1  | 0-3  | 0-0  | 0-1  |
| Llanrhaeadr FC (en)                                        | Ann. | 1-2  | 0-1  | 1-2  | 1-0  | 2-3  | 1-0  | 0-3  | Ann. | Ann. | Ann. |      | 1-2  | 4-2  | Ann. | 2-1  | 2-2  |
| Penrhyncoch FC (en)                                        | 0-0  | 2-1  | 2-0  | Ann. | 1-0  | 1-0  | 3-0  | 1-3  | Ann. | 3-1  | 2-0  | 0-2  |      | Ann. | 3-2  | 2-1  | 1-2  |
| Porthmadog FC                                              | 0-1  | 2-0  | Ann. | 0-2  | 1-2  | 2-2  | Ann. | Ann. | 0-1  | Ann. | 2-2  | Ann. | 0-0  |      | 1-2  | 0-1  | 2-0  |
| Prestatyn Town                                             | 7-0  | 2-1  | 3-1  | 1-0  | 4-1  | Ann. | 5-1  | 1-0  | Ann. | 7-0  | 2-0  | 5-0  | Ann. | 2-2  |      | 1-0  | Ann. |
| Rhyl FC                                                    | 1-2  | 4-1  | 0-3  | Ann. | 4-0  | 0-1  | Ann. | 1-2  | 0-1  | 7-1  | 2-1  | 3-5  | 0-0  | Ann. | 2-1  |      | 4-2  |
| Ruthin Town (en)                                           | 1-1  | 3-1  | 0-1  | 1-3  | 3-0  | Ann. | 1-1  | 1-1  | Ann. | 4-1  | Ann. | Ann. | 3-1  | Ann. | 1-4  | 1-2  |      |
| - Victoire à domicile - Match nul - Victoire à l'extérieur |      |      |      |      |      |      |      |      |      |      |      |      |      |      |      |      |      |

Ann. : Matches annulés en raison de la pandémie de coronavirus qui frappe le Royaume-Uni.

### Statistiques et récompenses individuelles

#### Meilleurs buteurs
Source : AFE Football News
| Rang | Joueur           | Club              | Buts |
| ---- | ---------------- | ----------------- | ---- |
| 1    | Corrig McGonigle | Conwy Borough     | 24   |
| 2    | Mark Cadwallader | Flint Town United | 23   |
| 3    | Rob Hughes       | Prestatyn Town    | 17   |

#### Joueur et entraîneur du mois
| Mois       | Joueur du mois   | Joueur du mois         | Entraîneur du mois | Entraîneur du mois |         |
| Mois       | Joueur           | Club                   | Entraîneur         | Club               |         |
| ---------- | ---------------- | ---------------------- | ------------------ | ------------------ | ------- |
| Septembre, | Mark Cadwallader | Flint Town United      | Neil Gibson        | Prestatyn Town     |         |
| Octobre,   | Mark Cadwallader | Flint Town United      | Craig Hogg         | Colwyn Bay FC (en) |         |
| Novembre,  | Richie Foulkes   | Flint Town United      | Niall McGuinness   | Flint Town United  |         |
| Décembre,  | Llyr Morris      | Ruthin Town (en)       | Chris Hardy        | Ruthin Town (en)   |         |
| Janvier,   | Tom Creamer      | Rhyl FC                | Niall McGuinness   | Flint Town United  |         |
| Février,   | Shaun Cavanagh   | Porthmadog FC          | Craig Hogg         | Colwyn Bay FC (en) |         |
| Mars       | Annulés          | Annulés                | Annulés            | Annulés            | Annulés |
| Avril,     | Jack Chaloner    | Gresford Athletic (en) |                    |                    |         |

#### Équipe-type
Source : Y Clwb Pêl-Droed
| Gardien de but                 | Défenseurs                                                                                 | Milieux de terrain                                                                             | Attaquants                                       |
| ------------------------------ | ------------------------------------------------------------------------------------------ | ---------------------------------------------------------------------------------------------- | ------------------------------------------------ |
| Andy Coughlin, Colwyn Bay (en) | Tom Kemp, Flint Kai Edwards, Prestatyn Michael Parker, Prestatyn Cai Owen, Colwyn Bay (en) | Alex Jones, Prestatyn Ben Maher, Prestatyn Rob Hughes, Prestatyn Tom McCready, Colwyn Bay (en) | Jordan Davies, Prestatyn Mark Cadwallader, Flint |

### Bilan de la saison
| Championnat du pays de Galles de football de deuxième division 2019-2020 |                           |
| Champion                                                                 | Prestatyn Town (3e titre) |
| Promotions et relégations                                                |                           |
| Promus en Cymru Premier                                                  | Flint Town United         |
| Relégués en Cymru North                                                  | Airbus UK Broughton       |
| Promus en Cymru North                                                    | Llanidloes Town (en)      |
| Promus en Cymru North                                                    | Holyhead Hotspur (en)     |
| Promus en Cymru North                                                    | Holywell Town (en)        |
| Relégués en Ardal Leagues                                                | Porthmadog FC             |
| Relégués en Ardal Leagues                                                | Corwen FC (en)            |
| Relégués en Ardal Leagues                                                | Llanfair United (en)      |

## Cymru South
Navigation
WFL Division One
2018-2019 Cymru South
2020-2021
La saison 2019-2020 est la première sous l'appellation « Cymru South » et la première fois sous l'appellation JD Cymru South. Deuxième niveau de la hiérarchie du football au pays de Galles après la Cymru Premier, oppose cette saison seize clubs en une série de trente rencontres jouées entre le 16 août 2019 et le 4 avril 2020.
Le 13 mars 2020, le championnat est suspendu en raison de la pandémie de coronavirus, avant d'être définitivement arrêté le 19 mai. Le classement est réalisé selon le quotient des points par match pour tenir compte des équipes ayant un match de retard. Le Swansea University (en) est déclaré champion de la Cymru South et remporte le FAW Fair Play Award. Les clubs relégués en Ardal Leagues (en) sont le Cwmamman United (en) et le Caerau Ely AFC (en).

### Liste des clubs participants
Un total de seize équipes participent au championnat, douze d'entre elles étant déjà présentes la saison précédente (en), auxquelles s'ajoutent trois promus de la troisième division et un relégué de la Welsh Premier League.
| Club                        | Présent depuis | Classement 2018-2019 | Stade                            | Ville             |
| --------------------------- | -------------- | -------------------- | -------------------------------- | ----------------- |
| Llanelli Town               | 2019           | 12e (WPL)            | Stebonheath Park                 | Llanelli          |
| Cambrian & Clydach Vale     | 2007           | 2e                   | King George's New Field          | Clydach Vale (en) |
| Haverfordwest County        | 2016           | 3e                   | Bridge Meadow Stadium            | Haverfordwest     |
| Afan Lido                   | 2014           | 4e                   | Lido Ground                      | Aberavon          |
| Goytre United (en)          | 2013           | 5e                   | Glenhafod Park Stadium           | Goytre (en)       |
| Cwmamman United (en)        | 2017           | 6e                   | Grenig Park                      | Glanamman (en)    |
| Llantwit Major FC (en)      | 2018           | 7e                   | Windmill Ground                  | Llantwit Major    |
| Briton Ferry Llansawel (en) | 2017           | 8e                   | Old Road                         | Briton Ferry      |
| Ammanford AFC (en)          | 2018           | 9e                   | Recreation Ground                | Ammanford         |
| Cwmbran Celtic (en)         | 2016           | 10e                  | Celtic Park                      | Cwmbran           |
| Pontypridd Town (en)        | 2018           | 11e                  | Aberaman Park                    | Pontypridd        |
| Undy Athletic (en)          | 2016           | 12e                  | The Causeway                     | Undy (en)         |
| Taff's Well FC (en)         | 2004           | 14e                  | Rhiw'r Ddar                      | Taff's Well       |
| STM Sports (en)             | 2019           | 1er (WFL)            | Cardiff University Sports Fields | St Mellons (en)   |
| Swansea University (en)     | 2019           | 2e (WFL)             | Sketty Lane                      | Swansea           |
| Caerau Ely (en)             | 2019           | 3e (WFL)             | Cwrt-yr-Ala                      | Caerau            |

### Compétition

#### Critères de départage
Le classement est calculé avec le barème de points suivant : une victoire vaut trois points, le match nul un. La défaite ne rapporte aucun point.
1. Nombre de points ;
2. Différence de buts générale ;
3. Buts marqués ;
4. Nombre de matchs gagnés ;

#### Classement général
Classement définitif de la saison 2019-2020. Celle-ci est arrêtée avant la fin de la saison en raison de la pandémie de Covid-19 au Royaume-Uni. Les points sont remplacés par le quotient des points par match pour tenir compte des matchs en moins. En cas d'égalité, la différence de but particulière est retenue si tous les matchs entre équipes concernées ont pu avoir lieu ; dans le cas inverse la différence de but générale prime.
| Rang | Équipe                      | Pts       | J  | G  | N | P  | Bp | Bc | Diff |
| ---- | --------------------------- | --------- | -- | -- | - | -- | -- | -- | ---- |
| 1    | Swansea University (en) P   | 56 (2,24) | 25 | 17 | 5 | 3  | 56 | 31 | +25  |
| 2    | Haverfordwest County        | 55 (2,20) | 25 | 17 | 4 | 4  | 58 | 26 | +32  |
| 3    | Briton Ferry Llansawel (en) | 47 (1,96) | 24 | 15 | 2 | 7  | 65 | 36 | +29  |
| 4    | STM Sports (en) P           | 39 (1,77) | 22 | 12 | 3 | 7  | 51 | 34 | +17  |
| 5    | Cambrian & Clydach Vale     | 40 (1,74) | 23 | 11 | 7 | 5  | 41 | 31 | +10  |
| 6    | Llanelli Town R             | 40 (1,54) | 26 | 12 | 4 | 10 | 47 | 51 | -4   |
| 7    | Ammanford AFC (en)          | 37 (1,48) | 25 | 12 | 1 | 12 | 44 | 47 | -3   |
| 8    | Goytre United (en)          | 36 (1,44) | 25 | 10 | 6 | 9  | 40 | 41 | -1   |
| 9    | Pontypridd Town (en)        | 35 (1,40) | 25 | 9  | 8 | 8  | 52 | 41 | +11  |
| 10   | Afan Lido                   | 34 (1,36) | 25 | 10 | 4 | 11 | 47 | 47 | 0    |
| 11   | Llantwit Major FC (en)      | 27 (1,13) | 24 | 7  | 6 | 11 | 34 | 39 | -5   |
| 12   | Undy Athletic (en)          | 23 (1,10) | 21 | 7  | 2 | 12 | 29 | 38 | -9   |
| 13   | Cwmbran Celtic (en)         | 22 (1,00) | 22 | 6  | 4 | 12 | 29 | 44 | -15  |
| 14   | Taff's Well FC (en)         | 21 (0,84) | 25 | 6  | 3 | 16 | 40 | 64 | -24  |
| 15   | Cwmamman United (en)        | 17 (0,77) | 22 | 5  | 2 | 15 | 22 | 55 | -33  |
| 16   | Caerau Ely (en) P           | 8 (0,38)  | 21 | 1  | 5 | 15 | 22 | 52 | -30  |

Promotions et relégations
- Promotion en première division
- Relégation en troisième division
- Disparition

Abréviations
- P : Promu de troisième division
- R : Relégué de première division

#### Matchs
| Résultats (▼dom., ►ext.)                                   | AFL  | AMM  | BFL  | CAE  | CCV  | CAU  | CBC  | GOU  | HWC  | LET  | LTM | PPT  | STM  | SWU  | TAW  | UNA  |
| Afan Lido                                                  |      | 2-0  | 0-3  | 2-1  | 3-2  | 7-0  | 1-1  | 1-1  | 1-1  | Ann. | 5-1 | 1-3  | 1-3  | Ann. | 2-1  | 0-1  |
| Ammanford AFC (en)                                         | 2-0  |      | 1-3  | 2-1  | Ann. | 3-1  | 5-2  | 2-1  | 0-1  | 2-5  | 4-1 | 0-3  | Ann. | 2-4  | 0-3  | 2-1  |
| Briton Ferry Llansawel (en)                                | 4-3  | 2-2  |      | 3-0  | 0-2  | 2-0  | Ann. | 4-2  | 2-4  | 4-1  | 2-4 | 3-0  | 4-1  | 1-4  | Ann. | 4-0  |
| Caerau Ely (en)                                            | 0-2  | 0-2  | Ann. |      | Ann. | 1-1  | 1-2  | Ann. | 0-2  | 2-3  | 2-2 | Ann. | 1-1  | 1-4  | 2-2  | Ann. |
| Cambrian & Clydach Vale                                    | 4-1  | Ann. | 1-1  | 3-0  |      | Ann. | 3-0  | 1-1  | 1-2  | 1-0  | 2-1 | 2-2  | 0-2  | 1-1  | 1-1  | 2-1  |
| Cwmamman United (en)                                       | Ann. | Ann. | 0-6  | 4-2  | 2-4  |      | 2-1  | 0-2  | Ann. | Ann. | 1-3 | 0-2  | 0-2  | 1-2  | 1-0  | 2-1  |
| Cwmbran Celtic (en)                                        | Ann. | Ann. | Ann. | 2-0  | Ann. | Ann. |      | 4-0  | 0-1  | 4-5  | 0-2 | 2-6  | Ann. | 1-1  | 2-0  | 0-3  |
| Goytre United (en)                                         | 2-3  | 2-1  | 2-1  | 4-0  | 2-4  | 2-1  | 0-1  |      | 0-2  | 0-1  | 1-1 | Ann. | 4-2  | 2-1  | 5-2  | Ann. |
| Haverfordwest County                                       | 5-1  | 2-0  | 1-4  | 5-0  | 4-1  | Ann. | 2-2  | 1-1  |      | 4-1  | 2-1 | 3-2  | 1-4  | 0-1  | 7-1  | Ann. |
| Llanelli Town                                              | 1-0  | 1-4  | 3-2  | Ann. | 5-0  | 1-0  | 1-0  | 2-2  | 0-1  |      | 1-0 | 1-1  | 2-1  | 0-2  | 2-2  | 2-2  |
| Llantwit Major FC (en)                                     | 1-2  | 1-3  | 0-2  | Ann. | 0-0  | Ann. | 1-2  | Ann. | Ann. | Ann. |     | 0-1  | 3-2  | 2-3  | 3-2  | 1-1  |
| Pontypridd Town (en)                                       | 1-1  | 1-2  | Ann. | 4-4  | 2-2  | 1-1  | 6-1  | 0-1  | 1-3  | 2-1  | 1-1 |      | Ann. | 1-1  | 6-0  | 3-0  |
| STM Sports (en)                                            | 1-3  | 3-0  | 3-4  | 2-1  | Ann. | 3-1  | 0-0  | 2-2  | 0-3  | 6-2  | 3-0 | 3-1  |      | Ann. | Ann. | 2-1  |
| Swansea University (en)                                    | Ann. | 3-2  | 2-0  | Ann. | Ann. | 2-3  | 2-1  | 3-0  | 1-1  | 3-2  | 1-1 | 3-0  | 0-4  |      | 3-2  | 4-2  |
| Taff's Well FC (en)                                        | 3-2  | 3-1  | 0-4  | 0-3  | 0-3  | 6-1  | Ann. | 0-1  | Ann. | 1-3  | 1-2 | 5-2  | Ann. | 1-3  |      | 2-1  |
| Undy Athletic (en)                                         | 5-3  | 1-2  | Ann. | Ann. | 0-1  | 2-0  | 2-1  | Ann. | 1-0  | Ann. | 0-3 | Ann. | Ann. | 0-2  | 4-2  |      |
| - Victoire à domicile - Match nul - Victoire à l'extérieur |      |      |      |      |      |      |      |      |      |      |     |      |      |      |      |      |

Ann. : Matches annulés en raison de la pandémie de coronavirus qui frappe le Royaume-Uni.

### Statistiques et récompenses individuelles

#### Meilleurs buteurs
Source : Y Clwb Pêl-Droed
| Rang | Joueur            | Club                        | Buts |
| ---- | ----------------- | --------------------------- | ---- |
| 1    | Mark Jones        | Briton Ferry Llansawel (en) | 32   |
| 2    | Jordan Carey      | Taff's Well FC (en)         | 17   |
| 3    | Kaid Mohamed (en) | Afan Lido                   | 13   |

#### Joueur et entraîneur du mois
| Mois      | Joueur du mois | Joueur du mois              | Entraîneur du mois | Entraîneur du mois          |         |
| Mois      | Joueur         | Club                        | Entraîneur         | Club                        |         |
| --------- | -------------- | --------------------------- | ------------------ | --------------------------- | ------- |
| Septembre | Calum Bateman  | STM Sports (en)             | Gruff Harrison     | Ammanford AFC (en)          |         |
| Octobre   | Mark Jones     | Briton Ferry Llansawel (en) | Carl Shaw          | Briton Ferry Llansawel (en) |         |
| Novembre  | Mark Jones     | Briton Ferry Llansawel (en) | Carl Shaw          | Briton Ferry Llansawel (en) |         |
| Décembre  | Kurtis Rees    | Haverfordwest County        | Dafydd Evans       | Swansea University (en)     |         |
| Janvier   | Keane Watts    | Goytre United (en)          | Jonathan Jones     | Pontypridd Town (en)        |         |
| Février   | Ryan Prosser   | Cambrian & Clydach Vale     | Dane Williams      | Cambrian & Clydach Vale     |         |
| Mars      | Annulés        | Annulés                     | Annulés            | Annulés                     | Annulés |
| Avril     | Liam Shaw      | Pontypridd Town (en)        | Wayne Jones        | Haverfordwest County        |         |

#### Équipe-type
Source : Y Clwb Pêl-Droed
| Gardien de but        | Défenseurs                                                                           | Milieux de terrain                                                                                          | Attaquants                                                                               |
| --------------------- | ------------------------------------------------------------------------------------ | --- | ---------------------------------------------------------------------------------------- |
| Dan Bradley, Cambrian | Dan Sheehan, Swansea Uni (en) Sean Pemberton, Haverfordwest Cameron Keetch, Cambrian | Adam Orme, Swansea Uni (en) Jordan Carey, Taff's Well (en) Corey Shephard, Cambrian Chris Ham, Cwmbran (en) | Ben Ahmun, STM (en) Mark Jones, Briton Ferry (en) Marley Bishop-Wisdom, Swansea Uni (en) |

### Bilan de la saison
| Championnat du pays de Galles de football de deuxième division 2019-2020 |                                     |
| Champion                                                                 | Swansea University (en) (1er titre) |
| Promotions et relégations                                                |                                     |
| Promus en Cymru Premier                                                  | Haverfordwest County                |
| Relégués en Cymru South                                                  | Carmarthen Town                     |
| Promus en Cymru South                                                    | Trefelin BGC (en)                   |
| Promus en Cymru South                                                    | Port Talbot Town                    |
| Promus en Cymru South                                                    | Risca United (en)                   |
| Relégués en Ardal Leagues                                                | Cwmamman United (en)                |
| Relégués en Ardal Leagues                                                | Caerau Ely (en)                     |